# ليديا لوبوكوفا
ليديا لوبوكوفا، البارونة كينز (ولدت ليديا فاسيلييفنا لوبوكوفا ، الروسية:Ли́дия Васи́льевна Лопухо́ва, مواليد 21 أكتوبر 1892 - 8 يونيو 1981) راقصة باليه روسية في أوائل القرن العشرين.

## نشأتها
ولدت لوبوكوفا في أسرة روسية في سانت بطرسبورغ.

## روابط خارجية
- ليديا لوبوكوفا على موقع IMDb (الإنجليزية)
- ليديا لوبوكوفا على موقع قاعدة بيانات برودواي على الإنترنت (الإنجليزية)